# Список послов СССР и России в Новой Зеландии
В статье представлен список послов СССР и России в Новой Зеландии.

## Хронология дипломатических отношений
- 13 апреля 1944 г. — установлены дипломатические отношения на уровне миссий.
- 13 июня 1950 г. — миссия Новой Зеландии в СССР закрыта. Защита интересов Новой Зеландии передана посольству Великобритании в СССР.
- 19 апреля 1973 г. — возобновлена деятельность миссии Новой Зеландии в СССР. Миссии преобразованы в посольства.

## Список послов
| СССР                               |                                  |           |                 |                                        |
| 22 июня 1945 — 19 апреля 1948      | Иван Корнилович Зябкин           | 1902—?    | 26 июня 1945    | Посланник                              |
| 4 марта 1949 — 10 сентября 1953    | Александр Михайлович Александров | 1907—1983 | 5 июля 1949     | Посланник                              |
| 10 сентября 1953 — 15 декабря 1955 | Николай Иванович Генералов       | 1905—1990 | 27 ноября 1953  | Посланник по совместительству          |
| 1956—1960                          | Георгий Михайлович Родионов      | 1915—1960 |                 | Поверенный в делах                     |
| 1960—1965                          | Николай Васильевич Иванов        | 1905—?    |                 | Поверенный в делах                     |
| 5 марта 1965 — 21 августа 1969     | Борис Яковлевич Дорофеев         |           | 14 марта 1965   | Посланник                              |
| 21 августа 1969 — 31 августа 1974  | Анатолий Иванович Иванцов        | 1922—2011 | 17 октября 1969 | Посланник до 12 июня 1973, затем посол |
| 31 августа 1974 — 21 января 1979   | Олег Павлович Селянинов          | 1915—2010 | 25 октября 1974 |                                        |
| 27 января 1979 — 28 марта 1984     | Всеволод Николаевич Софинский    | 1924—2008 | 13 марта 1979   |                                        |
| 23 мая 1984 — 22 июня 1987         | Владимир Леонидович Быков        | 1932—2013 | 8 июня 1984     |                                        |
| 22 июня 1987 — 25 декабря 1991     | Юрий Михайлович Соколов          | 1932—2019 |                 |                                        |
| Российская Федерация               |                                  |           |                 |                                        |
| 25 декабря 1991 — 18 марта 1992    | Юрий Михайлович Соколов          | 1932—2019 |                 |                                        |
| 18 марта 1992 — 11 ноября 1993     | Александр Прохорович Лосюков     | 1943—2021 |                 |                                        |
| 22 мая 1995 — 15 декабря 1999      | Сергей Владимирович Беляев       | 1953—     |                 |                                        |
| 15 декабря 1999 — 28 июля 2004     | Геннадий Иванович Шабанников     | 1939—2006 |                 |                                        |
| 28 июля 2004 — 11 сентября 2008    | Михаил Николаевич Лысенко        | 1955—     |                 |                                        |
| 11 сентября 2008 — 4 октября 2012  | Андрей Алексеевич Татаринов      | 1951—     | 12 ноября 2008  |                                        |
| 4 октября 2012 — 4 июня 2018       | Валерий Яковлевич Терещенко      | 1952—     |                 |                                        |
| 4 июня 2018 — настоящее время      | Георгий Викторович Зуев          | 1958—     | 29 августа 2018 |                                        |